# Buzzcocks
Buzzcocks és una grup anglès de punk rock format a Bolton l'any 1976. És considerat una influència fonamental en l'escena musical de Manchester i en el desenvolupament del moviment punk. Va assolir l'èxit comercial amb senzills que van fusionar la manera de compondre del pop amb l'energia i la rapidesa del punk rock. Aquests senzills es van aplegar a Singles Going Steady, un àlbum recopilatori descrit pel periodista i crític musical, Ned Raggett, com una «obra mestra del punk».
Howard Devoto i Pete Shelley van triar el nom de «Buzzcocks» després de llegir el titular It's the Buzz, Cock! en una ressenya de la sèrie de televisió Rock Follies a la revista Time Out. El buzz és l'emoció de tocar a l'escenari i cock significa «amic» en l'argot anglès. Van considerar que captava l'emoció de l'escena punk naixent, a més de tenir connotacions sexuals humorístiques.
Devoto va deixar la banda el 1977 i Shelley es va convertir en el cantant i compositor principal. Després de publicar tres àlbums, a més de Singles Going Steady, la banda es va separar el 1981 arran d'una disputa amb el seu segell discogràfic d'aleshores. Més endavant, Buzzcoks es va reunir el 1989 i va publicar sis àlbums més. Malgrat que Shelley va morir el 2018, el grup s'ha mantingut en actiu amb Steve Diggle, el guitarrista i cofundador de la banda, com a cantant.

## Història
Buzzcoks va actuar en directe per primera vegada l'1 d'abril de 1976 a la seva universitat. Després de llegir una ressenya al NME sobre la primera actuació de Sex Pistols, Pete Shelley i Howard Devoto van viatjar junts a Londres per a veure'ls en concert el febrer de 1976. Van quedar tan impressionats pel que van veure que van organitzar un concert de Sex Pistols al Lesser Free Trade Hall de Manchester per al mes de juny. El setembre de 1976 Buzzcoks va viatjar a Londres per actuar al 100 Club Punk Festival, organitzat per Malcolm McLaren, juntament amb Sex Pistols, Subway Sect, Siouxsie and the Banshees, The Clash, The Vibrators, The Damned i el grup francès Stinky Toys.
A finals d'any, Buzzcocks va gravar l'EP de quatre cançons Spiral Scratch amb el seu propi segell New Hormones, convertint-se en un dels primers grups punk a fundar un segell discogràfic independent.
Després de signar el 1977 amb United Artists Records, va publicar-se el senzill «Orgasm Addict», que és un examen lúdic de la sexualitat compulsiva i continua essent inusualment atrevit. La BBC es va negar a emetre la cançó i el senzill es va vendre poc. Més tard, cançons més ambigües van marcar un territori definit per la bisexualitat de Shelley i l'aversió del punk a una anàlisi seriosa de la sexualitat humana. El següent senzill, «What Do I Get?», va arribar al top 50 del Regne Unit.
El grup va seguir una progressió ascendent amb una sèrie de senzills d'èxit com la seva cançó més emblemàtica, «Ever Fallen in Love (With Someone You Shouldn've)», que va arribar al número 12 de les llistes del Regne Unit l'octubre de 1978. Les aparicions regulars a la televisió i els llançaments discogràfics van mantenir el seu perfil alt i van aconseguir que la seva influència romangués.
En la seva primera etapa Buzzcocks va produir tres LP: Another Music in a Different Kitchen, Love Bites i A Different Kind of Tension, els quals van situar-se en el Top Trenty del Regne Unit. El seu so característic combinava les melodies pop amb l'energia punk de la guitarra, amb el suport d'una secció rítmica ajustada i hàbil, i les lletres sofisticades citant, per exemple, l'escriptor estatunidenc William Burroughs a «A Different Kind of Tension».
Paral·lelament a Buzzcocks, Pete Shelley va formar una banda més experimental i post-punk, The Tiller Boys, juntament amb Eric Random i Francis Cookson, mentre que Steve Garvey es va unir a The Teardrops el 1978, juntament amb Tony Friel i Karl Burns de The Fall. Després de gravar les demos per a un quart àlbum, el grup es va dissoldre el 1981. Shelley i Devoto es van unir l'any 2002 per primera vegada des de 1976, produint l'àlbum Buzzkunst, essent Kunst la paraula alemanya per a «art». L'àlbum és una barreja de música electrònica i punk.
El 1994 Buzzcocks va realitzar una gira com a teloners de Nirvana i de Pearl Jam el 2003. El 2005, Shelley va tornar a gravar «Ever Fallen in Love (With Someone You Shouldn've)» amb un grup format per Roger Daltrey, David Gilmour, Peter Hook, Elton John i Robert Plant com a homenatge al locutor de ràdio Joan Peel. Els beneficis es van destinar a Amnistia Internacional. Shelley també va interpretar la cançó en directe amb Plant, Daltrey, Gilmour, Hook i Jeff Beck al Saló de la Fama de la Música del Regne Unit el 2005. El març de 2006 el grup va publicar el seu vuitè àlbum d'estudi, Flat-Pack Philosophy amb Cooking Vinyl Records i van tocar al Vans Warped Tour del mateix any.

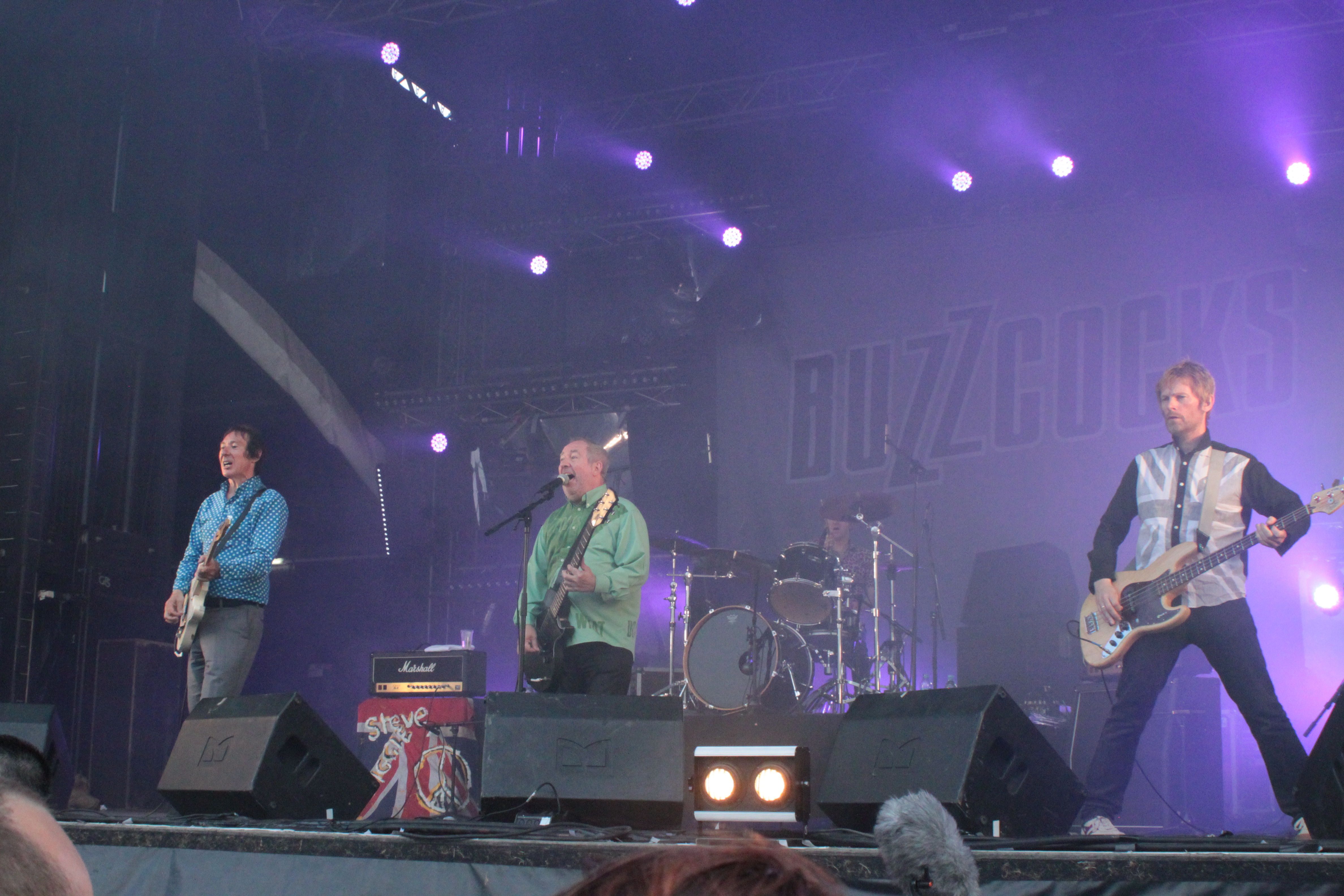
D'esquerra a dreta: Steve Diggle, Pete Shelley, Danny Farrant i Chris Remington al Hellfest de 2013

L'agost de 2011, van encapçalar la primera nit del The Rhythm Festival a Bedfordshire. El 2012 van encapçalar el Rebellion Festival de Blackpool, compartint escenari amb Rancid, Public Image Limited i Social Distortion. El 2016, Buzzcocks es va embarcar en la seva gira de 40è aniversari titulada «Buzzcocks 40».
Pete Shelley va morir el 6 de desembre de 2018 d'un atac de cor a la seva casa de Tallinn, la capital d'Estònia. El juny de 2019, el grup va actuar amb diversos vocalistes convidats com a homenatge a Shelley. Steve Diggle va afirmar que Buzzcocks començava una «nova era». Sonics in the Soul, el primer àlbum de la banda sense Shelley, es va publicar el setembre de 2022 amb Diggle com a cantant i va incloure un homenatge a Shelley en forma de cançó: «You've Changed Everything Now».

## Discografia
Àlbums d'estudi
- Another Music in a Different Kitchen (1978)
- Love Bites (1978)
- A Different Kind of Tension (1979)
- Trade Test Transmissions (1993)
- All Set (1996)
- Modern (1999)
- Buzzcocks (2003)
- Flat-Pack Philosophy (2006)
- The Way (2014)[17]
- Sonics in the Soul (2022)